# Oxid dusitý
Oxid dusitý (N2O3) je jedním z pěti oxidů dusíku. V plynném skupenství je nestabilní, v kapalném stavu je to silně jedovatá tmavěmodrá kapalina.

## Výroba
Oxid dusitý vzniká reakcí oxidu dusnatého (NO) a oxidu dusičitého (NO2) za teploty nižší než −21 °C.
NO + NO2 → N2O3
Tato sloučenina je však stabilní pouze v pevném a kapalném stavu, při dosažení bodu varu (3 °C) se rychle rozkládá zpět na NO a NO2.

## Využití
Oxid dusitý nemá žádný technický význam. Teoreticky sice může být použitý při výrobě kyseliny dusité (HNO2):
N2O3 + H2O → 2 HNO2,
ale takto vzniklá kyselina dusitá je velice nestabilní a rychle se rozkládá za vzniku kyseliny dusičné, oxidu dusnatého a vody:
3 HNO2 → HNO3 + 2 NO + H2O.